# Spodoptera picta
Spodoptera picta là một loài bướm đêm trong họ Noctuidae.